# ジョン・ロー

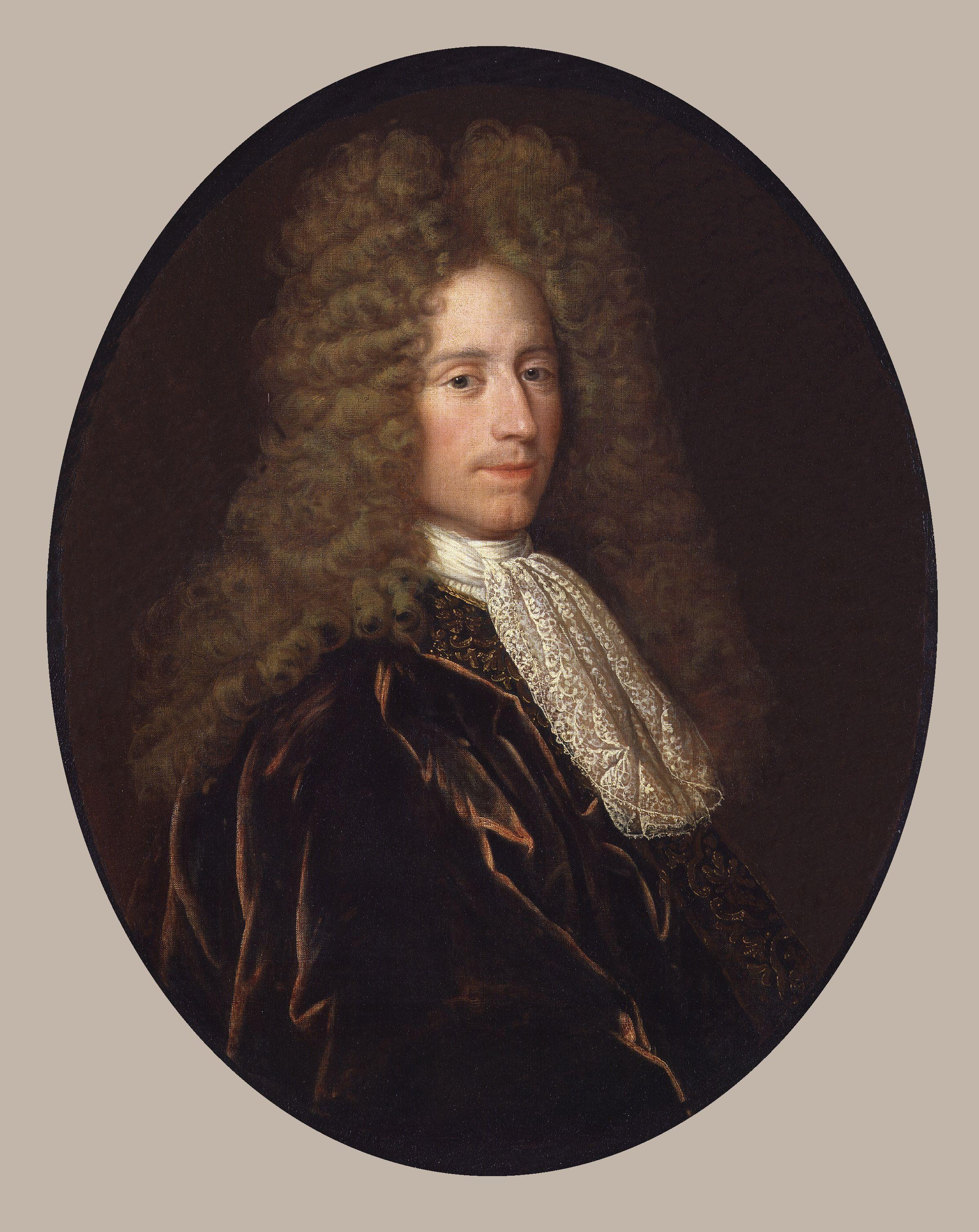
ジョン・ロー

ジョン・ロー（仏: John Law de Lauriston, 1671年4月21日 - 1729年5月21日）は、スコットランド出身の経済思想家、実業家、財政家である。真正手形主義 や稀少価値論 を提唱した嚆矢とされる。後年にはコルベールやテュルゴー、ネッケルらが就いた財務総監に就任し、フランス（ブルボン朝、ルイ15世）初の紙幣を発行するに至った。
ホープ商会と同様にアムステルダムで金融キャリアを積んだ。

## 経済思想
ローはスコットランドの首都であったエジンバラ近郊で、金細工師・銀行家のウィリアム・ローとその妻ジャネットの第5子として出生した。1683年暮れ、12歳の時に、父親がパリで客死すると、かなりの遺産を遺した。14歳になるとファミリービジネスに加わり、銀行業を学んだ。1688年に、銀行業を放って、ロンドンに上京し、お金を湯水のように使い、賭博に手を出した。しかし、幸運が味方したのか、まもなく財産を築いた。世間からいかさま師との評判が立ったほどだった。1694年4月9日、エリザベス・ヴィリアースという貴族の娘をめぐってエドワード・ウィルソンと決闘して殺してしまい、投獄され、同年4月22日に絞首刑判決を受ける。1695年早々に友人の手引きで王座裁判所の監獄を脱獄し、指名手配される。アムステルダムへ逃れてからは、銀行家としての道を歩むことになり、パリ、ジェノヴァ、ヴェネツィアなどに赴き、ヨーロッパ各国の経済システムを注意深く観察し、経済思想家としても新しい自分の思想を持った。ローは行く先々でその地の支配者に思想に沿った新銀行設立の建白書を提出するが拒否される。アムステルダム時代にジェームズ2世の息子ジェームズ・フランシス・エドワード・ステュアートと知り合いになる。1705年にスコットランドに戻った後、フランスに渡る。ルイ15世の摂政であったオルレアン公爵フィリップ2世と懇意であったために、比較的に宮廷では早く出世した。ローは通貨の信用性を初めて強調し、重金主義の批判者としてフランスのジャン＝バティスト・コルベール以来の経済政策を批判した。
ジョン・ローの貨幣理論は、先古典派経済学の時代の重商主義が全盛を迎えたフランス経済にパラドックスともいえる理論を提示した。王立銀行券の問題は、確かに全国土の貨幣制度を紙幣にする試みであり、ある種、夢想家と思われても仕方がない所業であった。18世紀に入り、彼は独自の先駆的な貨幣理論を持ち歩いたが、いずれにしても失敗に終わっている。もっとも、ローの持つ貨幣理論には現実的な側面があった。それは兌換貨幣がもつ貨幣価値の保存において、貨幣鋳造に関連する不確実性によって多大な損失を被る可能性がある。このときリスクにバランスを保つということを考えた。
ローは、自らの貨幣理論を遂行するに当たって、金融政策のセオリーを採用している。すなわち、対外経常収支に関する禁止事項を作成し、「平価切下げ」などの貨幣のハードルを高くする政策を採る。そして銀行の仲介業務を通じた信用を確保し、紙幣が物価を保証するというものである。だが、彼は大衆を良く理解しており、貨幣理論の持つ特徴である労働価値、安定性、無限時間といった性質を熟知し、「国家の利益のロジック」を用いて自らの政策を説明している。
フランス政府の公債整理計画は、パニックを利用した計画性のある貨幣政策であるが、1926年の時（ルール問題に関連するフランス国内のインフレーション）のように、その一貫性がしばしば仇になった。ローは、金銀正貨が経済力を示す世界において、国内の影響を考えながら、「アンチジョンロー」を順化させる方針を採ったのである。一般銀行の王立銀行への組み入れはその第一歩であった。しかし、結局、ジョン・ローはバブル経済という事態には対応できなかったのである。

## ミシシッピ会社
ローはフランス領ルイジアナのミシシッピ開発の成功を担保とした不換紙幣の発行を主唱した。これがミシシッピ計画である。当時のフランスは極度の財政赤字であり、ローの提案する旨い話に乗ってしまい、ローに多大な権限を与えてしまう。ローの具体的な功績は管理通貨制度を実行し、フランスを金属貨幣経済から紙幣経済に移行させた点である。1716年5月2日、「バンク・ジェネラール」（Banque générale, 一般銀行、総合銀行）を設立し、これは1718年12月に、ルイ15世の認証を受け、フランス初の中央銀行である「バンク・ロワイヤル」（Banque royale, フランス王立銀行）に発展し、ローは同行総裁に就任する。1717年4月10日には同行の銀行券での納税を可能とし、紙幣の使用はフランス中に広まっていく。さらに、1717年9月6日に、「西方会社」を資本金1億リーブルで設立し、これは1719年5月に、東インド会社や中国会社など諸会社を統合継承し、フランスの海外貿易特権を一手に握る「インド会社」、通称「ミシシッピ会社」に改組され、ローは同社総裁に就任する。1718年にはミシシッピ川河口にニューオーリンズが建設される。しかし宣伝とは裏腹に、ミシシッピ開発は上手くいっていなかった（が、フランス国民は知らなかった）。当時、フランス国債は、既に信用を失っており、市場価格は額面価格を大きく下回っていた。ローは国債を額面価格でミシシッピ会社の株式に転換できるようにした。人々は争って（政府に償還義務のある）国債を（政府に償還義務の無い）株式に交換し、ローの銀行は大量の紙幣を刷って株式の配当の支払いに充てた。ミシシッピ計画は、フランス王室を巨額の債務から解放し、ルイ14世が生み出した多大な財政赤字の解消に寄与した。ミシシッピ会社株は、ミシシッピ開発が生み出す実際の価値以上の値を付けるバブルとなった。株価は一株500リーブルから10,000リーブルへと20倍に膨れ上がった。1720年5月までに、紙幣に換金可能な株と紙幣を合わせた通貨供給量は、リーブル換算で以前の4倍となり、フランス経済は空前の好景気に沸いた。1720年1月5日にローはフランスの財務総監に任命される。しかし、同年5月に取り付け騒ぎが起こると支払い能力以上の現金が引き出され、ミシシッピ会社株は暴落、バブルは崩壊し、ミシシッピ計画は破綻した。ローは同年5月29日、財務総監を辞任、同年12月20日、フランス国外へ逃亡し、イギリス（過去の殺人については赦免された）に4年間いた後、最期はヴェネツィアで亡くなった。計画の破綻はフランス大革命の遠因を作り出すこととなった。
ローの時代に間接税の徴収はミシシッピ会社が行っていた。解体されてから再び徴税請負制に戻された。1726年に国王が総請負人と契約し、年間8千万リーブル期間6年の徴税権を与えた。総請負人は株式会社をつくって国王への前貸し金800万リーブルを手形発行で調達した。前貸し金は短期公債の例にもれず累積していった。1750年の契約では徴税額8千万リーブルに対して前貸しは2000万リーブルに、1756年の契約では徴税額1.1億リーブルに対して6千万リーブルに、1768年では徴税1.32億に対し前貸し9200万となった。利幅のすさまじい原因は財政の苦しさの他、請負会社の暴力性にもあった。武装した会社は貴族やブルジョワの家宅捜査を自由に行い、脱税者を投獄する権限もあったという。この会社は革命で解体されるまで、税収の4割以上を徴収した。

## 参考文献

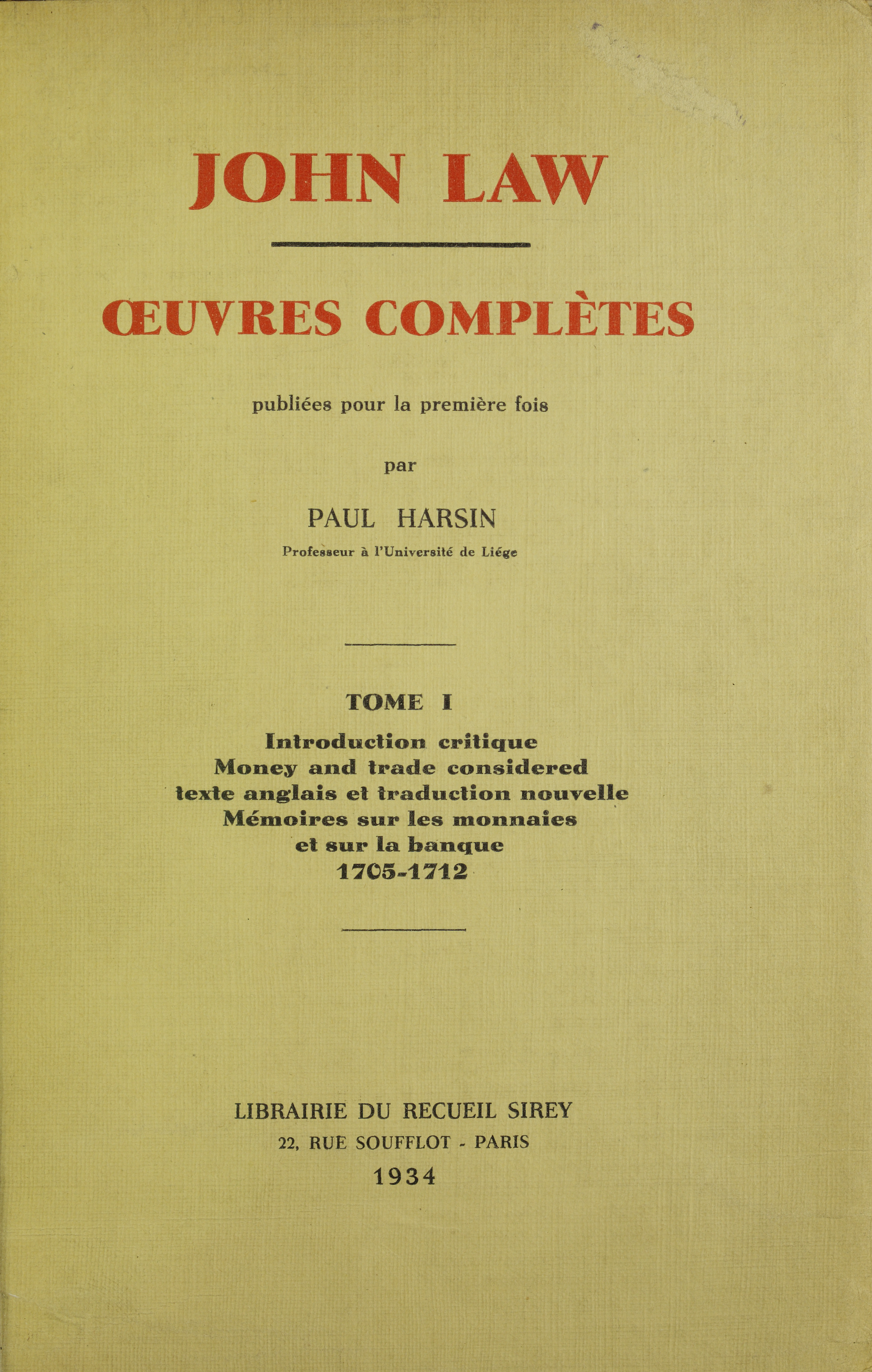
Money and trade considered, with a proposal for supplying the Nation with money', 1934